# Hubersent
Hubersent är en kommun i departementet Pas-de-Calais i regionen Hauts-de-France i norra Frankrike. Kommunen ligger i kantonen Étaples som tillhör arrondissementet Montreuil. År 2022 hade Hubersent 267 invånare.

## Befolkningsutveckling
Antalet invånare i kommunen Hubersent
| Referens: INSEE |